# KölnLiteraturPreis
Der KölnLiteraturPreis wird seit 1990 unregelmäßig vom Förderverein KölnLiteraturPreis e.V. verliehen. Nach der Satzung des Vereins sollen mit der Verleihung des Preises stadtkölnische Schriften oder Medienproduktionen oder Literatur, die Köln zum Thema hat, bedacht werden. Dabei kann es sich um erzählende Texte (Romane, Erzählungen) oder auch um Sachbücher, um Liedtexte oder Theaterstücke, um Filme oder Features in hochdeutscher oder kölscher Sprache handeln. Der Preisträger erhält eine mit seinem Namen gezeichnete Eule, dem Zeichen der Weisheit und der Schriftsteller, überreicht. Ferner ist hiermit ein Preisgeld von zunächst 5.000 Deutsche Mark, nunmehr 2.500 Euro verbunden.

## Liste der Preisträger
- 1990 Tilman Röhrig
- 1991 Albert Vogt (alias B. Gravelott)
- 1992 Peter Fuchs (Journalist)
- 1993 Helma Cardauns und Helene Rahms
- 1994 (keine Vergabe)
- 1995 (keine Vergabe)
- 1996 Martin Stankowski
- 1997 Peter Squentz (alias Michael Bengel)
- 1998 Hans Knipp
- 1999 Gaby Amm
- 2000 Reinold Louis
- 2001 Willy Leson
- 2002 Frank Schätzing
- 2003 (keine Vergabe)
- 2004 (keine Vergabe)
- 2005 Carl Dietmar[1]
- 2006 Konrad Beikircher[2]
- 2007 bis 2011 (keine Vergabe)